# Benjamina Karić
Benjamina Karić, née Londrc le 8 avril 1991 à Sarajevo, est une femme politique bosnienne, membre du Parti social-démocrate. Depuis avril 2021, elle est maire de Sarajevo. 

## Biographie
Elle est la fille d'un père bosniaque musulman et d’une mère serbe.
Diplômée en droit et en histoire de l'université de Sarajevo, elle enseigne le droit à Sarajevo, Travnik et Kiseljak. En 2009, elle rejoint le Parti social démocrate de Bosnie-Herzégovine et en devient la vice-présidente dix ans plus tard.
Le 8 avril 2021, elle est élue maire de Sarajevo à l'unanimité des conseillers municipaux, remplaçant Abdulah Skaka (en) et devenant la deuxième femme à occuper ce poste après Semiha Borovac (2005-2009) et la plus jeune de l'histoire de la ville.